# Șkuratove, Arbuzînka
Șkuratove (în ucraineană Шкуратове) este un sat în comuna Novoselivka din raionul Arbuzînka, regiunea Mîkolaiiv, Ucraina.

## Demografie
Componența lingvistică a localității Șkuratove
     Ucraineană (88,89%)
     Rusă (11,11%)
Conform recensământului din 2001, majoritatea populației localității Șkuratove era vorbitoare de ucraineană (88,89%), existând în minoritate și vorbitori de rusă (11,11%).